# امپوریس
امپوریس (به آلمانی: Emporis) یک شرکت آلمانی در زمینه داده‌کاوی املاک و مستغلات است. این وبگاه تصاویر و اطلاعات ساختمان‌های در حال ساخت در نقاط مختلف جهان را در دسترس قرار می‌دهد. امپوریس در سال ۲۰۰۰ با عنوان «skyscrapers.com» شروع به کار کرد و در سال ۲۰۰۳ به امپوریس تغییر نام داد.